# Miconia striata
Miconia striata là một loài thực vật có hoa trong họ Mua. Loài này được (Vahl) Cogn. mô tả khoa học đầu tiên năm 1891.